# Adri Voorting
Adrianus (Adri, Adrie) Voorting (Haarlem, 15 februari 1931 – Bergen op Zoom, 1 augustus 1961) was een Nederlands wielrenner. Hij was professional van 1953 tot 1961. Adri Voorting is een jongere broer van Gerrit Voorting.

## Loopbaan
Hij nam namens Nederland deel aan de Olympische Spelen van 1952 op de onderdelen ploegachtervolging op de baan en de wegwedstrijd.
Het grootste succes in zijn profcarrière was het nationaal kampioenschap op de weg in 1954 voor Wout Wagtmans en Gerrit Voorting. In hetzelfde jaar werd hij Nederlands kampioen achtervolging op de baan.
In 1953 en 1955 nam hij deel aan de Ronde van Frankrijk, beide malen behoorde hij tot de uitvallers, maar bereikte wel een tweede plaats in de 15e etappe van de editie van 1953. 
Op 26 juli 1961 raakte Voorting ernstig gewond bij een verkeersongeval op de rijksweg 58 in de buurt van de plaats Rilland. Hij werd overgebracht naar het Algemeen Burger Gasthuis in Bergen op Zoom, waar hij enkele dagen later overleed aan zijn verwondingen. Hij werd begraven op de Rooms-Katholieke Begraafplaats Sint Jozef aan de Vergierdeweg in Haarlem.

## Belangrijkste overwinningen
1952
- 1e in de Ronde van Midden-Nederland

1954
- Nederlands kampioen op de weg, elite
- Nederlands kampioen achtervolging op de baan, elite

1956
- 7e etappe deel b Dauphiné Libéré

## Resultaten in voornaamste wedstrijden
| Jaar | Ronde van Italië | Ronde van Frankrijk | Ronde van Spanje |
| ---- | ---------------- | ------------------- | ---------------- |
| 1953 |                  | opgave              |                  |
| 1954 | opgave           |                     |                  |
| 1955 |                  | opgave              |                  |

| Jaar | Parijs-Roubaix |
| ---- | -------------- |
| 1953 |                |
| 1954 | 32e            |
| 1955 |                |